# 1137 Raïssa
1137 Raïssa este un asteroid din centura principală, descoperit pe 27 octombrie 1929, de Grigori Neuimin.